# Comité Olímpico Coreano

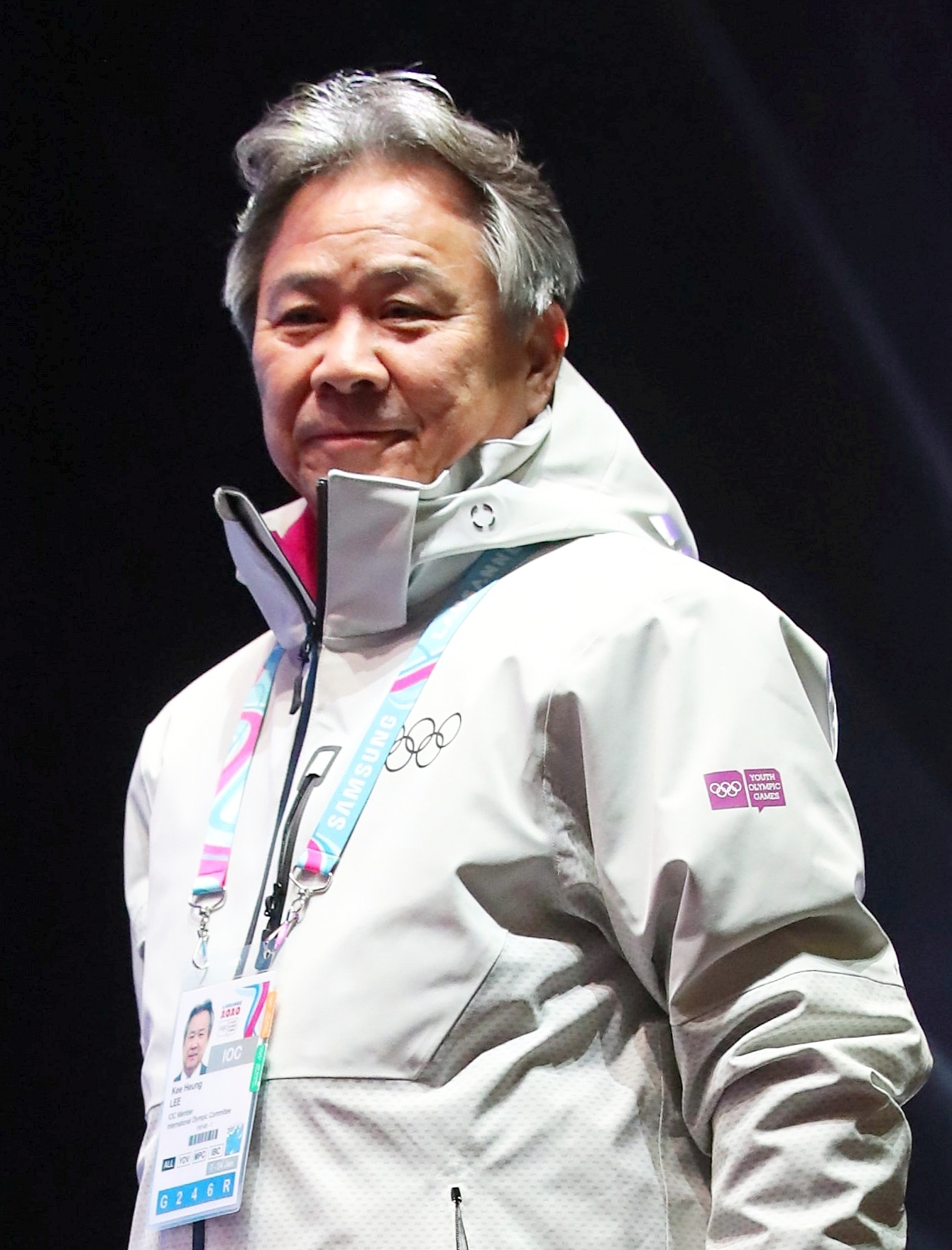
Lee Kee-heung, 2020

El Comité Olímpico Coreano (KOC) fue creado en 1920 y reconocido por el COI en 1948, y renombrado en 2016 como Comité Olímpico y Deportivo Coreano, y es miembro del Consejo Olímpico de Asia.
Su misión es la de coordinar esfuerzos para proteger el movimiento olímpico y consolidar su desarrollo, el cumplimiento de las normas de la Carta Olímpica y promover la preparación, selección y participación de deportistas en los Juegos Olímpicos y otras competencias nacionales e internacionales.